# توم باتلر (سياسي أمريكي)
توم باتلر (بالإنجليزية: Tom Butler)‏ هو سياسي أمريكي، ولد في 9 أبريل 1944 في هنتسفيل في الولايات المتحدة. حزبياً، نشط في الحزب الجمهوري. وقد انتخب عضو مجلس نواب ألاباما.